# Lewis Medina
Lewis Medina (14 de septiembre de 1995) es un deportista dominicano que compite en judo. Ganó una medalla de bronce en los Juegos Panamericanos de 2019 y una medalla de plata en el Campeonato Panamericano de Judo de 2018.

## Palmarés internacional
| Juegos Panamericanos    | Juegos Panamericanos  | Juegos Panamericanos | Juegos Panamericanos |
| Año                     | Lugar                 | Medalla              | Categoría            |
| ----------------------- | --------------------- | -------------------- | -------------------- |
| 2019                    | Lima (Perú)           | Medalla de bronce    | –100 kg              |
| Campeonato Panamericano |                       |                      |                      |
| Año                     | Lugar                 | Medalla              | Categoría            |
| 2018                    | San José (Costa Rica) | Medalla de plata     | –100 kg              |